# المركز الأوروبي لدعم الانتخابات
المركز الأوروبي لدعم الانتخابات (ECES) هي مؤسسة خاصة غير ربحية، مقرها في بروكسل (بلجيكا)، وأنشأت في عام 2010
يعمل المركز على تعزيز التنمية الديمقراطية المستدامة من خلال تقديم الخدمات الاستشارية والدعم التقني لأصحاب المصلحة الانتخابية، مثل هيئات إدارة الانتخابات ومنظمات المجتمع المدني (العاملة في مجال التربية المدنية والناخبين ومراقبة الانتخابات)، الأحزاب السياسية، البرلمانات، وسائل الإعلام، قوات الأمن والهيئات حل النزاعات الانتخابية.
المركز الأوروبي ومنذ انشائه، أدار أنشطة وبرامج في حوالي 35 بلدا، أغلب المشاريع هي ممولة من قبل الدول الأعضاء في الاتحاد الأوروبي والاتحاد الأوروبي ومعظمها في أفريقيا والشرق الأوسط.
تترأس المؤسسة السيدة مونيكا فراسوني، العضو السابق في البرلمان الأوروبي، مونيكا فراسوني أيضا رئيسة مشاركة لحزب أوروبا الخضراء. خلال مدتها النيابية عينت السيدة فرسوني مرتين رئيسة لبعثات الاتحاد الأوروبي لمراقبة الانتخابات (فنزويلا وبوليفيا، في عام 2006) من قبل مفوض الاتحاد الأوروبي الأسبق للعلاقات الخارجية، فيريرو فالدنر.
حالياً تحتل المؤسسة منصب نائب الرئيس للشراكة الأوروبية للديمقراطية (EPD)وهي شبكة أوروبية تعمل على دعم الديمقراطية وتتألف من 14 منظمة غير ربحية من 11 دولة من الدول الأعضاء في الاتحاد الأوروبي. مؤخراً أطلق المركز الأوروبي لدعم الانتخابات بالتعاون مع الشراكة الأوروبية للديمقراطية إستراتيجية مشتركة بعنوان "استجابة الأوروبية لدعم الدورة الانتخابية".

## تاريخ التأسيس
أسس المركز الأوروبي لدعم الانتخابات في ديسمبر 2010 خلال منتدى الأيام الأوروبية للتنمية خلال المائدة المستديرة حول الديمقراطية وحقوق الإنسان المنظم من قبل المفوضية الأوروبية. منذ ذلك الحين نفذ المركز مشاريع وبرامج المساعدة الانتخابية في عدد كبير من مختلف البلدان الأفريقية والشرق أوسطية.

## المهام
ويركز عمل المركز على:
- الانتخابات ودعم الديمقراطية والمسارات الانتخابية،
- خلق التكامل بين مراقبة الانتخابات وبرامج المساعدة الانتخابية
- بناء القدرات، التعاون وتبادل الخبرات،
- دعم تنمية المعارف في إدارة العملية الانتخابية،
- تطوير مهارات القيادة وإدارة النزاعات لأصحاب المصلحة الانتخابية من خلال تقديم دورات تدريبية وخدمات أستشارية.

المركز الأوروبي لدعم الانتخابات أيضا عضو في الشراكة الأوروبية للديمقراطية، وضمن إطار هذه الشبكة، وضعت المنظمتين إستراتيجية تحت عنوان «الاستجابة الأوروبية لدعم الدورة الانتخابية» كألية لتقديم أنشطة المساعدة الانتخابية من قبل المنظمات غير الربحية الأوروبية. جنبا إلى جنب، نفذ أعضاء الشراكة الأوروبية للديمقراطية أكثر من 200 مشروعا في حوالي 130 دولة في السنوات الخمس الماضية.
وقدمت الاستراتيجية، في يونيو 2016، بمناسبة الأيام الأوروبية للتنمية التي شارك فيها المركز الأوروبي للدعم الانتخابي مع الشراكة الأوروبية للديمقراطية. في نفس الأطار شارك المركز في أشغال المائدة المستديرة رفيعة المستوى «تفعيل التنمية المستدامة، ستة عشر هدف لمجتمعات سلمية وشاملة - الفرص والتحديات التي بعلاقة مع الأمن والتنمية» ، برئاسة الممثل الأعلى للاتحاد الأوروبي للشؤون الخارجية والسياسة الأمنية / نائب رئيس المفوضية الأوروبية (HRVP)، فيديريكا موغيريني.
المأدة المستديرة رفيعة المستوى عرفت مشاركة كل من: الرؤساء المنتخبين حديثا من جمهورية أفريقيا الوسطى (CAR)، فوستين- أرشنج تواديرا، وبوركينا فاسو، روش مارك كريستيان كابوري والناشط الشاب مروان باكين، مؤسس «صناع الأمل لحقوق الإنسان». ومثل المركز الأوروبي تايس بيرمان، العضو سابق في البرلمان الأوروبي ورئيس مشروع المركز الأوروبي لدعم الانتخابات الممول الاتحاد الأوروبي في جمهورية أفريقيا الوسطى.

## الأنشطة الرئيسية
ينفذ المركز الأوروبي لدعم الانتخابات مجموعة واسعة من الأنشطة لأصحاب المصلحة الانتخابية.
- تحليلات الاقتصاد السياسي الانتخابية (EPEA)
- منع وإدارة النزاعات ذات النزعة الانتخابية.
- غرفة العمليات الانتخابي.
- دعم الأحزاب السياسية.
- دعم البرلمانات.
- رصد وسائل الإعلام.
- تثقيف الناخبين.
- حملات التوعية.
- بناء القدرات للسلطات المحلية في إدارة عمليات انتخابية المستدامة وذات مصداقية.
- نظم إدارة جودة النزاهة وفي العملية الانتخابية وفقا للمواصفات الفنية لهيئات إدارة الانتخابات للمنظمة الدولية للمعاير ايزو 17582: 2014.
- شراء المواد الانتخابية.
- تصميم ورقة الاقتراع ونقل النتائج.
- تنمية القدرات من خلال برامج التدريب.[5]
- القيادة ومهارات إدارة الصراع لأصحاب المصالح الانتخابية -LEAD، بالتعاون مع مركز القيادة الإبداعية CCL.[6] باللغة الإنجليزية والفرنسية والبرتغالية والإسبانية والعربية
- دورات تدريبية BRIDGE[7] (بناء الموارد في الديمقراطية والحكومة، والانتخابات)

## أهم المشاريع

### دعم الحوكمة الديمقراطية في الأردن
يترأس المركز الأوروبي للدعم الانتخابي الائتلاف المكون من منظمات أوروبية غير ربحية لتنفيذ المشروع الممول من الاتحاد الأوروبي «دعم الحوكمة الديمقراطية في الأردن». يتكون الائتلاف من: الشراكة الأوروبية من أجل الديمقراطية (European Partnership for Democracy))؛ معهد هولندا للديمقراطية المتعددة الأحزاب (Netherlands Institute for Multiparty Democracy)؛ ومؤسسة وستمنستر للديمقراطية (Westminster Foundation for Democracy) والوكالة الفرنسية للتعاون الإعلامي (CFI Agence Française de coopération médias)). والهدف العام للمشروع هو دعم عملية الحوكمة الديمقراطية في الأردن من أجل توطيد أسس الديمقراطية وتعزيز شمولية عمليات صنع السياسات واتخاذ القرارات الوطنية لتشمل كل الفئات بما في ذلك النساء والشباب، 

### دعم الانتخابات والديمقراطية (إودس المرحلة الثانية- EODS phase II)
المركز الأوروبي للدعم الانتخابي هي عضو في الإتلاف المشرف علي تنفيذ «مشروع دعم الديمقراطية ومراقبة الانتخابات (Election Observation and Democracy Support))» ويهدف البرنامج للمساهمة في تعزيز منهجية عمل بعثات الاتحاد الأوروبي لمراقبة الانتخابات، وذلك بالتماشي مع المعايير الدولية والإقليمية ذات الصلة للانتخابات الديمقراطية كما يركز المشروع على تعزيز قدرات مراقبي الاتحاد الأوروبي، بالإضافة إلى ذلك، يهدف المشروع إلى تعزيز قدرة المنظمات الإقليمية وشبكاتها على مراقبة الانتخابات ومنهجيتها.

### مشروع دعم العملية الانتخابية في جمهورية السنغال
ويهدف مشروع دعم العملية الانتخابية في جمهورية السنغال، الذي تموله وزارة الخارجية الألمانية، إلى المساهمة في تنظيم عملية انتخابية شاملة قائمة اساسا على المشاركة المسؤولة والنشطة لجميع الأطراف المتداخلة في العملية الانتخابية. بالإضافة إلى ذلك، يدعم المشروع تنفيذ الإصلاحات الدستورية الموافق عليها خلال الاستفتاء الذي انتظم سنة 2016 من أجل توطيد الديمقراطية في السنغال. ويركز البرنامج بصفة خاصة على وضع وتنفيذ حملات فعالة للتوعية والتثقيف في مجال الناخبين؛ وتعزيز الاتصال المؤسسي، وتعزيز مهارات القيادة وإدارة النزاعات لدى أصحاب المصلحة في الانتخابات عبر تنظيم الورشات التكوينية LEAD وتشجيع إنشاء منصات للحوار والتشاور الشاملين.

### مشروع دعم مصداقية وشفافية الانتخابات في بوركينا فاسو (PACTE-BF)
مشروع دعم مصداقية وشفافية المسار الانتخابي في بوركينا فاسو هو مشروع ممول من قبل مجموعة من المانحين بهدف تقديم مساندة تقنية ولوجستية لهيئة الانتخابات الوطنية في بوركينا فاسو. هذا المشروع تمت إدارته من قبل المركز الأوروبي لدعم الانتخابات بالتعاون مع اوسرفاتوريو دي بافيا (OdP) لدعم مسار الانتخابات الرئاسية والمحلية لسنتي 2015 و2016.

### مشروع دعم مصداقية وشفافية الانتخابات في غينيا (PACTE-GUINEE)
بدأت المؤسسة أنشطتها في غينيا سنة 2014 عبر مشروع دعم تعزيز قدرات الجمعية الوطنية (PARCAN-I). ومنذ ذلك الحين، لازالت المؤسسة نشطة للغاية في دعم العمليات الانتخابية في غينيا، فبالإضافة لتوسيع نطاق المشروع لدعم الجمعية الوطنية (PARCAN-II) في عام 2015، أدار المركز الأوروبي لدعم الانتخابات مشروعين لدعم مصداقية وشفافية الانتخابات في غينيا كوناكري (PACTE GUINNE-I/II) في عام 2015 وعام 2016. وهذه المشاريع، الممولة من الاتحاد الأوروبي، تهدف إلى تعزيز قدرات أصحاب المصلحة الانتخابية من خلال دعم المؤسسات الديمقراطية المثبتة حديثا، وسائل الإعلام والمجتمع المدني.

### مشروع دعم مصداقية وشفافية الانتخابات في مدغشقر (PACTE-MADAGASCAR)
في 2013-2014، تم إطلاق مشروع دعم مصداقية وشفافية العملية الانتخابية في مدغشقر بتمويل من الاتحاد الأوروبي، وتهدف إلى تعزيز دور الإدارة نحو أكثر مهنية مما من شأنه تحسين المنهجية العملية الانتخابية مدغشقر، من خلال تعزيز قدرة من أصحاب المصلحة الانتخابية المحلية، مثل منظمات المجتمع المدني، وسائل الإعلام، الأحزاب السياسية، المترشحين للانتخابات، المحامين واللجنة الانتخابية الوطنية المستقلة الانتقالية.

### مشروع دعم مصداقية وشفافية الانتخابات في جمهورية القمر (PACTE-COMORES)
في إطار دعم الاتحاد الأوروبي للديمقراطية، نفذ المركز الأوروبي لدعم الانتخابات أول مشروع يموله الاتحاد الأوروبي في جزر القمر في 2014. يهدف المشروع إلى المساهمة في تنظيم انتخابات تشريعية وانتخابات مستشارين الجزيرة (2015) ذات مصداقية وشفافية مع تعزيز قدرات أصحاب المصلحة الانتخابية. وبناء على هذا التعاون الناجح في تقديم المساعدة للإدارة الانتخابية القمرية وأصحاب المصلحة الانتخابية الأخرى، أطلق المركز مشروعا جديدا للمساندة في تنظيم الانتخابات الرئاسية والمحافظين في سنة 2016.

### رفع الوقاية حول العنف الانتخابي في بلدان منطقة مجموعة التنمية لأفريقيا الجنوبية (PEV-SADC)
الهدف العام للمشروع هو دعم أصحاب المصالح الانتخابية الرئيسيين، مثل منظمات المجتمع المدني في جميع أنحاء منطقة SADC (من خلال شبكة الدعم الانتخابية)، في منع العنف والصراعات الانتخابية. المشروع انطلق في سنة 2013، وله 3 مكونات، وهي:
تنمية القدرات الشاملة للمجتمع المدني وهيئات إدارة الانتخابات وغيرها من أصحاب المصلحة في العملية الانتخابية، وعنصر البحوث التي تهدف إلى جمع البيانات المتعلقة بالعنف المرتبط بالعمليات الانتخابات.

## التمويل
رغم أن الاتحاد الأوروبي والدول الأعضاء فيها هي أكبر المانحين للمركز الأوروبي لدعم الانتخابات. تعاون المركزحتى الآن مع أكثر من 20 جهة مانحة.

## قائمة المراجع
1. ↑   https://www.lobbyfacts.eu/datacard/european-centre-for-electoral-support?rid=578467420707-73. {{استشهاد ويب}}: |url= بحاجة لعنوان (مساعدة) والوسيط |title= غير موجود أو فارغ (من ويكي بيانات) (مساعدة)
2. ↑  "Electoral Cycle —". aceproject.org (بالإنجليزية). Archived from the original on 2017-06-08. Retrieved 2017-02-01.
3. ↑  "European Development Days". European Development Days. مؤرشف من الأصل في 2019-05-22. اطلع عليه بتاريخ 2017-02-01.
4. ↑  lab360 (14 Apr 2016). "Implementing Sustainable Development Goal 16 for peaceful and inclusive societies". European Development Days (بالإنجليزية). Archived from the original on 2016-11-10. Retrieved 2017-02-01.{{استشهاد بخبر}}:  صيانة الاستشهاد: أسماء عددية: قائمة المؤلفين (link)
5. ↑  "Where to get trained as an Electoral Observer". Election observation (بالإنجليزية الأمريكية). 15 Jan 2015. Archived from the original on 2018-10-02. Retrieved 2017-02-01.
6. ↑  "CCL Collaborates with the European Center for Electoral Support  | Leadership Explorer Tools". www.leadingeffectively.com (بالإنجليزية الأمريكية). Archived from the original on 2018-10-02. Retrieved 2017-02-01.
7. ↑  Pública, Consell de Diplomàcia. "DIPLOCAT - Election Observation Training". www.diplocat.cat (بالإنجليزية البريطانية). Archived from the original on 2017-10-20. Retrieved 2017-02-01.
8. ↑  "From Brussels to Burkina Faso. Objective: participation". ICS - International Communication Summit. مؤرشف من الأصل في 2016-11-10. اطلع عليه بتاريخ 2017-02-01.
9. ↑  Comores, Aimons les. "Crédibilité et Transparence des élections de 2016 en Union des Comores – l'Union européenne a octroyé un montant de 4.100.000 euros - Le blog  Aimons les Comores de SAID IBRAHIM". Le blog  Aimons les Comores de SAID IBRAHIM (بfr-FR). Archived from the original on 2018-04-03. Retrieved 2017-02-01.{{استشهاد بخبر}}:  صيانة الاستشهاد: لغة غير مدعومة (link)